# Atomiseur
Ne doit pas être confondu avec Pulvériseur, Pulvérisateur, Pulvérisateur (agriculture) ou Nébuliseur.

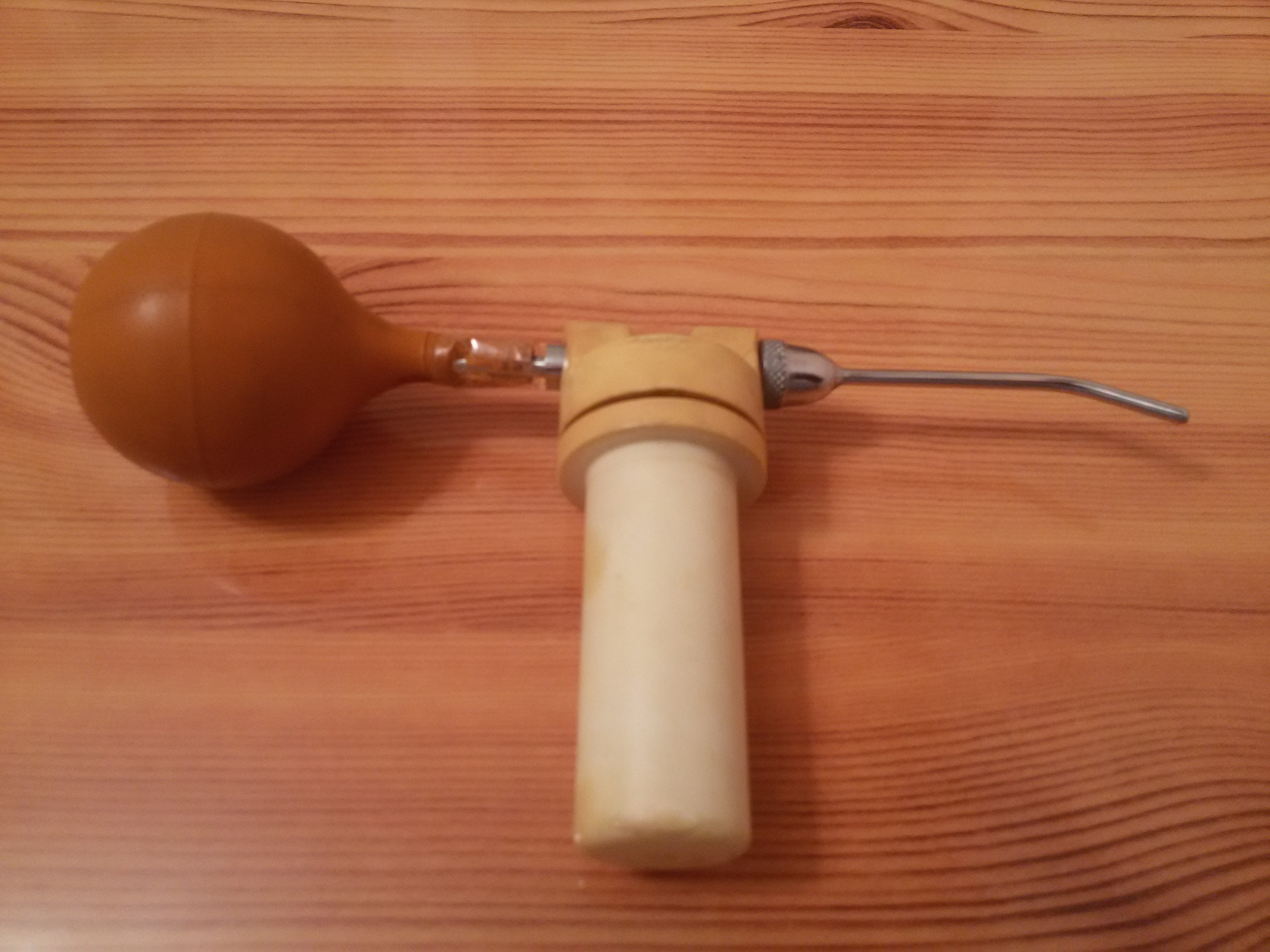
Atomiseur

Un atomiseur, aussi appelé vaporisateur ou pulvérisateur, est un appareil qui permet la projection de fines gouttelettes de liquide, par exemple du parfum ou de l'eau mélangée à un produit.
Le terme brumisateur (d'eau minérale) est une marque déposée le 30 janvier 1970 par deux pharmaciens travaillant à Évian.

## Historique
Le principe de l'atomiseur a été inventé par le gastronome Jean Anthelme Brillat-Savarin sous le nom d'« irrorateur ». En 1825, dans la Physiologie du goût, il écrit : « Il est cependant un autre jour dont le souvenir m'est, je crois, aussi cher : c'est celui où je présentai au conseil d'administration de la société d'encouragement pour l'industrie nationale, mon irrorateur, instrument de mon invention, qui n'est autre chose que la fontaine de compression appropriée à parfumer les appartements. »

## Parfumerie
En 1878 se tient à Paris une nouvelle exposition universelle. Pour présenter leurs produits, quelques grands parfumeurs, Guerlain, Molinard et Lubin, ont l’idée de reprendre l'invention de Brillat-Savarin, déjà utilisée dans le secteur médical. Le vaporisateur permet une diffusion efficace et économique.

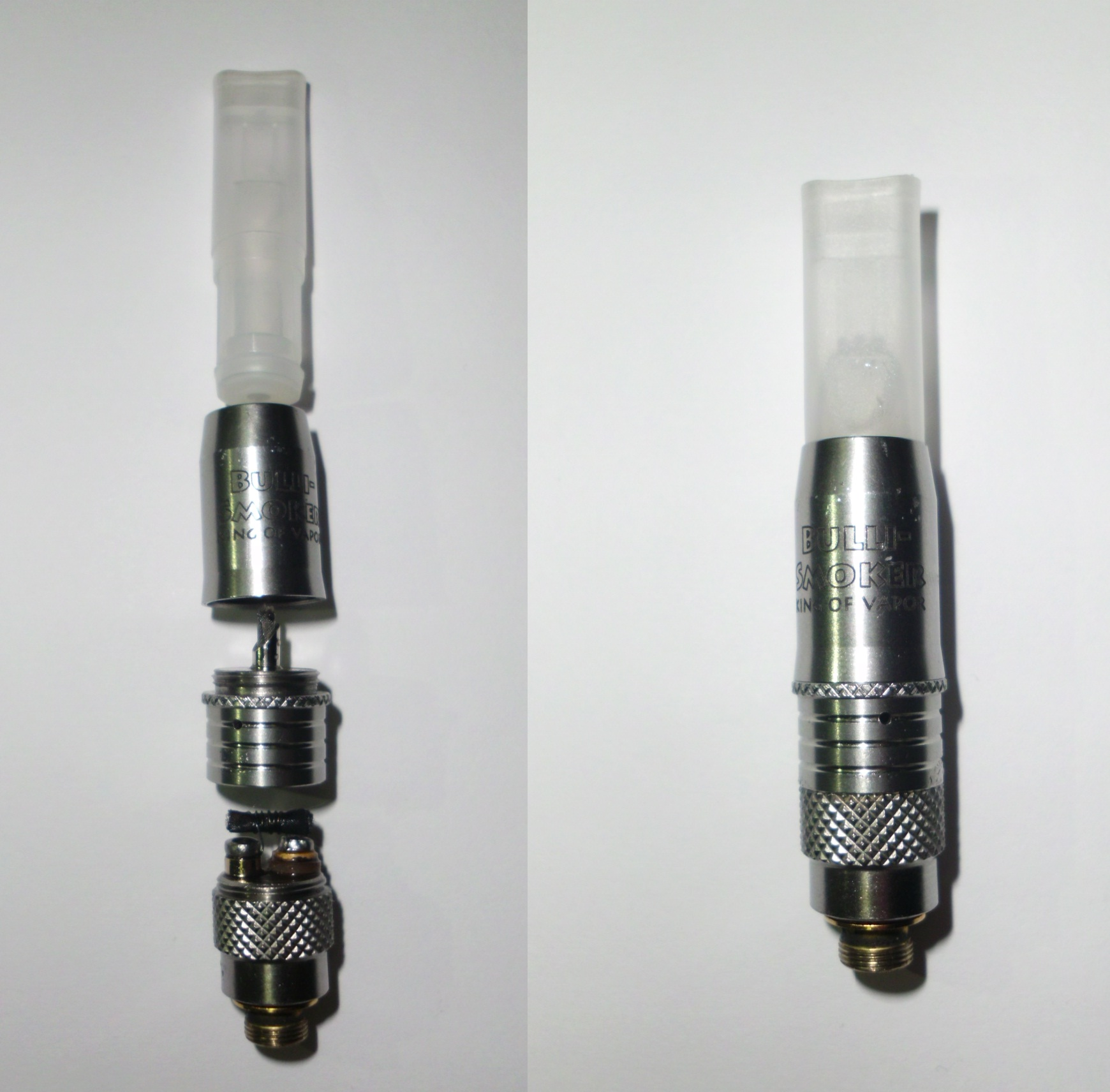
Atomiseur démontable d'une cigarette électronique (ancien modèle).

## Arboriculture
L'atomiseur de l'arboriculteur est appelé « pulvérisateur ». Il se présente sous la forme d'une citerne portée ou tractée par un tracteur de type agricole. L'atomisation se fait à l'aide d'une soufflerie.

## L'atomiseur à dos
De petite taille (12, 16 litres), il permet un traitement plus localisé. Il est utilisé dans les entreprises horticoles pour les applications phytosanitaires.

## Cigarette électronique
Dans le vapotage, l'atomiseur est la partie d'une cigarette électronique qui loge la résistance chauffante qui vaporise le e-liquide avant d'être inhalé par l'utilisateur.

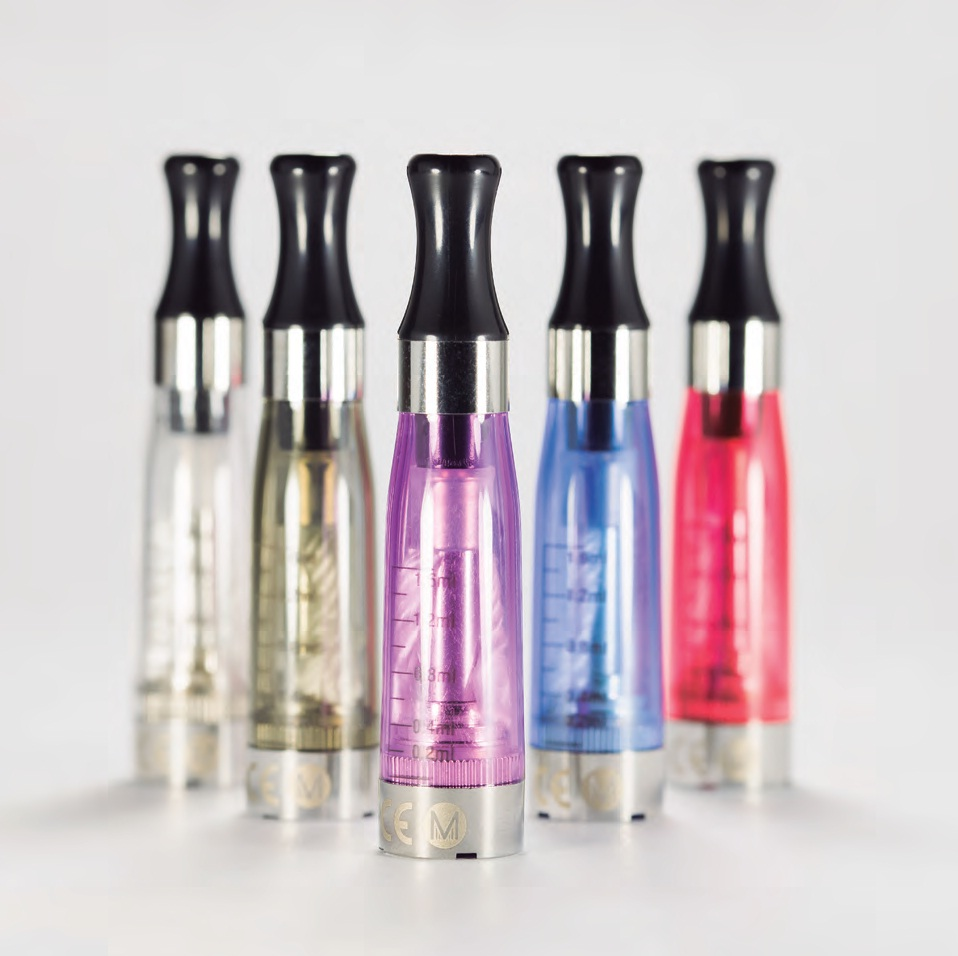
Atomiseurs de type « clearomiseur » (résistance à l'intérieur) avec embout (drip tip) intégré au sommet (modèle de seconde génération).
Les tresses blanches en fibre de verre à l'intérieur s’imprègnent du liquide pour l'amener jusqu'à la résistance, en haut du dispositif.